# Scotopteryx alpherakii
Scotopteryx alpherakii là một loài bướm đêm trong họ Geometridae.